# Colonització de l'Ulster
La colonització de l'Ulster (en irlandès: Plandáil Uladh, en anglès: Plantation of Ulster, en escocès de l'Ulster: Plantin o Ulstèr) va ser la colonització organitzada de l'Ulster, una província d'Irlanda, per part d'anglesos i escocesos durant el regnat del Jaume I d'Anglaterra.
En 1590, abans de la Guerra dels Nou Anys, l'Ulster era la província més gaèlica d'Irlanda i l'única completament lliure del control anglès. La guerra va culminar amb la rendició dels O'Neill i O'Donell a la corona anglesa, després d'una guerra costosa i un episodi humiliant per al govern anglès instal·lat a Irlanda. Els termes de rendició oferts als rebels eren molt generosos. No obstant això, quan Hugh O'Neill i altres nobles rebels van abandonar Irlanda en 1607 (en la denominada fugida dels Comtes) amb l'objectiu de demanar ajuda a Espanya per a una nova rebel·lió,els anglesos, van aprofitar l'oportunitat per iniciar el procés colonitzador, declarant que O'Neill, O'Donell i els seus seguidors havien perdut definitivament les seves terres. En 1603, Jaume VI d'Escòcia es va convertir en Rei d'Anglaterra i d'Irlanda. La colonització de l'Ulster li va ser presentada com una empresa conjunta "britànica" (Anglesa i escocesa) amb l'objectiu d'apaivagar i civilitzar Ulster. D'aquesta manera, almenys la meitat dels colons serien escocesos. Sis comtats van estar involucrats en la colonització oficial.
L'esquema per a la colonització va estar determinat per dos factors. El primer establia que s'impedís la destrucció de l'assentament per la rebel·lió com havia ocorregut en la colonització del Munster. Això significava que en comptes de que els colons s'establissin en zones aïllades i escampades, ara tota la terra seria confiscada i redistribuïda creant concentracions de colons britànics al voltant de les noves ciutats i fortificacions.
El segon factor que va influenciar la colonització va ser la negociació entre diversos grups d'interès britànics.
El major beneficiat per les colonitzacions va ser l'església protestant d'Irlanda, a la qual se li va concedir totes les propietats de l'església catòlica.
La colonització va tenir un èxit irregular.